# Ecitonini
Tribu
Les Ecitonini sont une tribu de fourmis d’Amérique contenant la plupart des espèces de fourmis légionnaires que l'on retrouve dans les régions tropicales et notamment en Amérique centrale et dans le Sud des États-Unis.

## Systématique
La tribu des Ecitonini a été créée en 1893 par l'entomologiste suisse Auguste Forel (1848-1931).

## Liste des genres
Selon The Taxonomicon (13 avril 2022) :
- genre Eciton Latreille, 1804
- genre Labidus Jurine, 1807
- genre Neivamyrmex Borgmeier, 1940
- genre Nomamyrmex Borgmeier, 1936

Le genre Neivamyrmex est représenté par 120 espèces, ce qui en fait le plus grand genre de fourmis légionnaires.